# Battle Isle
Battle Isle ist eine Reihe von rundenbasierten Strategiespielen des deutschen Computerspiel-Entwicklers Blue Byte. Den ersten drei Titeln ist die Ansicht des Spielfelds aus der Vogelperspektive sowie die Aufteilung in hexagonale Felder gemein. Alle Spiele der Reihe zusammen verkauften sich ca. 650.000 mal weltweit. Die ersten drei Teile wurden 2009 von Good Old Games für moderne MS-Windows-PCs lauffähig gemacht und als Paket zusammen mit Historyline: 1914–1918 und Incubation als Battle Isle Platinum digital wiederveröffentlicht.

## Battle Isle
Der erste Teil der Serie erschien 1991 für den Amiga und war später auch auf dem PC verfügbar.
Battle Isle war Blue Bytes erster großer Erfolg in Deutschland und Europa und war inspiriert von den japanischen Spielen Nectaris für die PC Engine und Herzog Zwei für das Sega Mega Drive.
Das Spiel wurde – so die Handlung – als Test für Strategen von den Drulls entwickelt, den Einwohnern des Planeten Chromos. Ein „Großer Stratege“ soll gefunden werden, um die Drulls bei ihrem Kampf gegen den von ihnen gebauten Militärcomputer TitanNet zu unterstützen. Das Spiel wird von dem Erdling Walter Harris erworben, der – als Spieler – für passend befunden und von der Erde entführt wird.
Die Geschichte wird in Romanen aus der Perspektive von Drulls erzählt. Diese Romane lagen dem Grundspiel sowie den beiden Erweiterungsdisketten bei.
Das Spiel ist geteilt in einen Kampf- und einen Bewegungsmodus. Wechselweise ziehen zwei Spieler (Mensch oder Computer) ihre Einheiten oder greifen an. Mit jedem Kampf gewinnen die Einheiten an Erfahrung, die ihre Kampfkraft erheblich steigert.
Auf den Karten sind Depots und Fabriken verteilt, die von Fußtruppen eingenommen werden können. Es gibt eine stattliche Anzahl an See-, Land- und Bodenstreitkräften. Eine Mission wird durch das Vernichten aller gegnerischen Einheiten oder die Eroberung des gegnerischen Hauptquartiers gewonnen.
Zu Battle Isle erschienen zwei Datendisketten, von denen die zweite den Kampf auf den Mond von Chromos verlegte, auf Grund der dort vorhandenen Energievorkommen (Aldinium). Des Weiteren gibt es eine dritte, nicht kommerzielle Datendiskette: Battle Isle – Scenario Disk Volume 3. Zum Hauptspiel sowie zu den Data Disks wurden umfangreiche Romane mitgeliefert, die die Hintergrundgeschichte aus der Sicht von höheren Mitgliedern der drullischen Armee schildert.
Das Spielprinzip ist sehr einfach gehalten – wenige aber eindeutige Einheiten – die ähnlich wie im Schere, Stein, Papier gegeneinander eingesetzt werden können.
Das Spiel Historyline: 1914–1918 basiert auf der Battle Isle 1 Engine.

## Battle Isle 2
Battle Isle 2 von 1994 steigert die Komplexität und Qualität des Vorgängers beträchtlich. Die Handlung des Spiels wird anhand von Missionsbriefings, Zwischensequenzen und Nachrichten weiter vorangetrieben. Einheiten müssen jetzt aufgetankt und aufmunitioniert werden, zudem muss die Karte mittels Aufklärern aufgedeckt werden, denen Störfahrzeuge entgegengestellt sind. Die Landschaft des Spielfelds ist abwechslungsreicher und kann verschiedene Wetterbedingungen erleben. Für Einheiten gibt es zudem vier verschiedene Höhenstufen (getauchte U-Boote, Bodentruppen und Schiffe, tieffliegende Flugzeuge, hochfliegende Flugzeuge).
Der zweite Teil ergänzt die Einheitenliste um viele neue Einheitentypen, wie zum Beispiel Züge für verschiedenste Einsatzgebiete und Tank- und Reparaturfahrzeuge. Es gibt auch eine Vielzahl neuer Gebäude, wie Werften, Flughäfen, statische Küstenbatterien, Radarstationen etc. Dank eines flexibleren Ressourcensystems (Energie und Rohstoffe) können beständig neue Einheiten produziert werden. Auch die Missionsziele sind flexibler geworden – bestimmte Einheiten müssen beschützt, bestimmte Punkte eingenommen werden.
Zu Battle Isle 2 erschien später die Erweiterung Das Erbe des Titan, in der die Handlung von Battle Isle 2 fortgeschrieben wird – in der Zeit nach dem Fall des TitanNet kommt es zu einem Umsturz des korrupten Ministers Argok Kraal. In den neuen Karten sind auch sechs neue Einheiten verfügbar.
Im Spiel enthalten ist eine Server-CD-Rom für den Novell Netzwerkserver, der das Spielen im LAN erlaubt. Play-by-E-Mail ist die andere Alternative, um mit Mitspielern zu spielen.
Sowohl das Grundspiel als auch die Erweiterung enthielten wieder Romane, die einige Hintergründe zum Spiel schildern. Basierend auf den ersten beiden Teilen der Battle-Isle-Reihe erschienen auch zwei Romane (siehe Abschnitt Romane).

## Battle Isle 3
In Battle Isle 3: Schatten des Imperators (1995) verändert sich wenig am grundsätzlichen Spiel, außer dass die Handlung mit Realfilmsequenzen erzählt wird. Das Spiel läuft erstmals unter Windows und mit hoher Auflösung für das Spielfeld. Wichtigste Neuerung ist, dass die Erfahrungen von Einheiten direkt in Nachfolgemissionen übernommen werden, so dass der Spieler, wenn er vorsichtig mit seinen Einheiten umgeht, einen Erfahrungsvorteil zu Beginn einer Mission hat. Battle Isle 3 ist der zweite Teil der Serie, der das Spielen zwischen menschlichen Gegnern mittels Austausch von Dateien über Netzwerk oder E-Mail unterstützt.

## Incubation
Das 1997 erschienene Incubation: Battle Isle Phase Vier ist ebenfalls im Battle-Isle-Universum angesiedelt, unterscheidet sich vom Spielprinzip jedoch beträchtlich. Die Chromianer haben auf dem Planeten Scayra die Kolonie Scay’Hallwa gegründet. Nach einem Kraftwerksunglück bricht die Energiebarriere zusammen, und die Ureinwohner, Scay’ger, mutieren aufgrund der von den Menschen eingeschleppten Viren. Die Hauptfigur des Spiels ist Sergeant Bratt. Der Spieler führt ihn und bis zu acht weitere Infanteristen durch rundenbasierte Missionen in einer dreidimensional modellierten Spielwelt mit dem Ziel, Scay’Hallwa zu retten. Das Spiel zeichnet sich insbesondere durch das Mikromanagement der einzelnen Soldaten aus. So verfügen die meisten Waffen über zwei Feuermodi, und die Soldaten können weitere Fähigkeiten wie beispielsweise Sanitäter erlernen.
1998 kam das vom Schwierigkeitsgrad anspruchsvolle Incubation Missionpack auf den Markt. Es enthielt drei neue Waffen, zahlreiche Gegner, Ausrüstungsgegenstände, neue Karten, eine Einzelspielerkampagne und einen Editor.

## Battle Isle: Der Andosia-Konflikt
Der vierte Teil, Battle Isle: Der Andosia-Konflikt, von 2000 brach mit der Tradition der Serie, da das Spielfeld komplett dreidimensional dargestellt wird. Neu war, dass die Wirtschaft erweitert wurde und in Echtzeit abläuft. Man kann also ständig an der Wirtschaft arbeiten, jedoch ist der Kampf immer noch rundenbasiert.
Die Versorgung des Schlachtfeldes mit Energie und neuen Einheiten ist ein integraler Bestandteil. Hierzu stehen ausgeklügelte Wegpunktverfahren zur Verfügung, mit deren Hilfe man Transport- und Marschrouten festlegen kann.
Es ist zwar von Blue Byte veröffentlicht worden, wurde aber von dem slowakischen Entwickler Cauldron entwickelt.

## Nachfolger und Remakes
Das Open-Source-Projekt Advanced Strategic Command hat sich Battle Isle zum Vorbild genommen und die Spielmechanismen des Spiels kopiert und kann damit als Klon gelten. Es wird von der Project-Battle-Planets-Community via PBEM-Server in einem Universum mit vielen Mitspielern gleichzeitig gespielt und mithilfe eines Forums weiterentwickelt.
Das kostenlose Strategiespiel Battle-Planet (gegründet im Mai 2002) beruht programmtechnisch auf dem Projekt Advanced Strategic Command. Es handelt sich um ein kostenloses Endlosspiel, jedoch auch mit zahlreichen Einzelkarten, Missionskarten und Duellen. Auch das Projekt Crimson Fields baut auf der Idee von Battle Isle auf.
Im April 2013 hat das deutsche Entwicklerstudio King Art ein auf der Crowdfunding-Plattform Kickstarter angelegtes Projekt für Battle Worlds: Kronos abgeschlossen, das sich am Spieldesign von Battle Isle orientieren sollte. Ende 2013 wurde die Verkaufsversion veröffentlicht.
Im Mai 2013 gab der frühere Blue-Byte-Gründer Thomas Hertzler bekannt, an einem neuen Teil von Battle Isle für iOS zu arbeiten, das den Untertitel Threshold Run tragen soll. Die Finanzierung sollte mit Hilfe einer Crowdfunding-Kampagne angeschoben werden, wurde wegen absehbarer Erfolglosigkeit aber wieder abgebrochen. Ein Jahr später wurde der Bezug zu Battle Isle aus dem Projekttitel gestrichen.
Seit 2009 wird für mobile Plattformen (incl. Android und iOS) das ursprünglich von Javaground entwickelte UniWar erfolgreich vertrieben, das eine einfache Umsetzung des Spielprinzips mit der Netzwerkfähigkeit eines Smartphones kombiniert.

## Romane
1994 und 1995 erschienen bei Bastei Lübbe die beiden Romane Battle Isle Saga. Eine Welt im Aufbruch. (ISBN 3-404-13591-1) und Aristos Diener. Battle Isle Saga 02. (ISBN 3-404-13756-6) von Autor Stefan Piasecki. Die Handlung basiert auf den ersten beiden Teilen der Spielreihe. Von Battle Isle 2 wurde eine Sonderedition veröffentlicht, die den ersten Roman enthielt.